# Азаровы
Азаровы (Озаровы, Азаровы-Храповы) — древний русский дворянский род.
Род Азаровых-Храповых записан в VI часть дворянской родословной книги Рязанской и Орловской губерний.

## История рода
Булгак и Иван Григорьевичи Озаровы, племянники их Михаил Денисьевич и Григорий Карпович владели поместьями в Орловском уезде (1594), а Савелий Дёмин и Кузьма Ефремович упоминаются в это время, как бывшие помещики Орловского уезда.
Вдова Емельяна Озарова — Авдотья и сын их Исаак владели поместьем в Воронежском уезде (1615). Ливенский помещик Сафон Ефимович убит литовскими людьми (1618). Прокофий Аксентьевич служил в детях боярских по Короче (1645). Род Азаровых-Храповых происходит от Ивана Исаевича (1676), его потомки записаны в VI часть родословной книги Рязанской губернии. Владели родовым имением в деревне Храповка Михайловского уезда, откуда и пошло название ветви рода Азаровы-Храповы. Также члены рода проживали в селе Ногайское Ряжского уезда.

## Отображение в искусстве
- Шурочка Азарова и её дядя штабс-майор Азаров в кинофильме Гусарская баллада (1962).